# Diocesi di Scala
La diocesi di Scala (in latino: Dioecesis Scalensis) è una sede soppressa e sede titolare della Chiesa cattolica.

## Territorio
La diocesi era posta sul versante meridionale della penisola sorrentina, lungo la costiera amalfitana, e comprendeva il solo abitato di Scala ed il territorio circostante. La diocesi era molto piccola, così come le altre due diocesi nelle vicinanze di Scala, ossia Ravello e Minori. «Sembra altronde incredibile - scrive Matteo Camera - come abbiansi potuto erigere contemporaneamente tre vescovadi alla distanza di circa un miglio, come furono Scala, Ravello e Minori».
Cattedrale della diocesi era la chiesa di San Lorenzo. Il capitolo era composto, nel Settecento, da 5 dignitari e 13 canonici.

## Storia
Secondo quanto riferisce Ferdinando Ughelli, la diocesi di Scala venne eretta sul finire del X secolo, in occasione dell'elevazione di Amalfi a sede metropolitana; tale erezione fu confermata da papa Giovanni XV, che il 30 novembre 987 consacrò primo arcivescovo Leone II nella basilica lateranense a Roma. Nello stesso anno furono erette a sedi vescovili, suffraganee della nuova provincia ecclesiastica, le città di Scala, Minori, Lettere e Capri; e Sergio fu consacrato primo vescovo di Scala.
Studi recenti mettono in dubbio questo dato tradizionale, a cui hanno attinto tutti gli storici successivi, e sostengono la tesi secondo cui Scala fu eretta a diocesi sul finire dell'XI secolo per volere dell'aristocrazia amalfitana o dell'arcivescovo della città, come risposta all'elevazione di Ravello a sede episcopale (1086), immediatamente soggetta alla Santa Sede.
Dopo Sergio, nulla si conosce del secondo vescovo riportato da Ughelli nella sua Italia sacra, Alessandro, documentato nel 1118 in monumentis Cavensis monasterii, di cui tuttavia acta ignorantur. Seguono il vescovo Orso, che prese parte alla dedicazione della chiesa di San Giovanni il 6 agosto 1144; e un altro vescovo di nome Alessandro, documentato dal 1171 al 1192. Questi ricevette, il 13 marzo 1192, la bolla In Apostolicae Sedis specula, con la quale papa Celestino III definiva i confini della diocesi di Scala e concedeva ai canonici della cattedrale il diritto di eleggere il vescovo.
Nel territorio diocesano si trovavano diversi luoghi di culto di antica memoria. Sul monte Scalensis, in località Tavernata, esisteva un monastero, dedicato ai Santi Benedetto e Scolastica, documentato fin dal 907; sono poi attestati dal 1019 il monastero di Santa Maria de Fontanella e la chiesa di San Marciano; e la chiesa di San Giovanni è menzionata per la prima volta nel 1035. La cattedrale di San Lorenzo, risalente a prima del XII secolo, fu rifatta nelle forme attuali nel XIV secolo.
Pur ridotta nelle sue dimensioni, la diocesi possedeva un numero spropositato di parrocchie, una trentina circa, ridotte a diciotto dal vescovo Petruccio da Penne (1395-1418).
Il 30 luglio 1603 la diocesi fu unita aeque principaliter alla diocesi di Ravello, con la clausola che Ravello continuasse ad essere soggetta direttamente alla Santa Sede, mentre Scala rimanesse nella provincia ecclesiastica amalfitana.
Nell'ambito della riorganizzazione delle circoscrizioni ecclesiastiche del regno napoletano, la diocesi di Scala fu soppressa il 27 giugno 1818 in forza della bolla De utiliori di papa Pio VII e il suo territorio incorporato in quello dell'arcidiocesi di Amalfi.
Dal 1968 Scala è annoverata tra le sedi vescovili titolari della Chiesa cattolica; dal 24 agosto 1996 l'arcivescovo, titolo personale, titolare è Edward Joseph Adams, già nunzio apostolico nel Regno Unito.

## Cronotassi

### Vescovi
- Sergio † (987 - ?)
- Alessandro I † (menzionato nel 1118)
- Orso (d'Afflitto) † (menzionato nel 1144)[9]
- Alessandro II † (prima del 1171 - dopo il 1192)[9]
- Anonimo † (menzionato nel 1199)[9]
- Costantino d'Afflitto † (prima del 1207 - dopo il 1220)[9]
- Anonimo † (menzionato nel 1225)[9]
- Matteo d'Afflitto † (prima del 1227 - dopo il 1244)[9]
- Anonimo † (menzionato nel 1264)[9]
- Matteo † (prima del 1268 - dopo il 1280)[9]
- A. † (menzionato nel 1313)[9]
- Teodoro Scacciavento † (menzionato nel 1328)
- Guglielmo Lombardo, O.P. † (circa 1335 - 27 luglio 1342 deceduto)
- Guglielmo II, O.F.M. † (1342 - 1349 deceduto)
- Giacomo Sersale, O.P. † (23 giugno 1349 - dopo il 1369 deceduto)
  - Guillaume Vaysserie, O.P. † (7 agosto 1384 - ?) (antivescovo)
- Andrea Fusco † (gennaio 1390 - 29 maggio 1397 nominato vescovo di Ravello)
- Pietro † (circa 1394  - 1º dicembre 1395 nominato vescovo di Termoli)
- Petruccio da Penne, O.P. † (1º dicembre 1395 - 1418 deceduto)
- Natale Mastini d'Afflitto † (23 novembre 1418 - 1450 deceduto)
- Evangelista Frioli, Betl. † (31 luglio 1450 - 1465 ? dimesso o deceduto)
- Matteo Doti † (20 febbraio 1469 - 1499 deceduto)
- Giacomo Pisanelli † (13 gennaio 1500 - 1511 deceduto)
- Ferdinando de Castro † (17 settembre 1511 - 1515 dimesso)
- Baldassarre del Rio † (22 ottobre 1515 - 1º gennaio 1540 deceduto)
- Ludovico Vanino de Theodoli, C.R.S.A. † (19 gennaio 1541 - 7 maggio 1548 nominato vescovo di Bertinoro)
- Gaspare Ricciulli del Fosso, O.M. † (17 maggio 1548 - 22 aprile 1551 nominato vescovo di Calvi)
- Alfonso Romero, O.F.M. † (10 luglio 1551 - 1551 deceduto) (vescovo eletto)
- Costantino Piccioni, O.E.S.A. † (27 aprile 1552 - 25 febbraio 1577 nominato vescovo di Cortona)
- Feliciano Ninguarda, O.P. † (25 febbraio 1577 - 31 gennaio 1583 nominato vescovo di Sant'Agata de' Goti)
- Francesco d'Afflitto † (27 giugno 1583 - 11 ottobre 1593 deceduto)
- Giovanni Battista Serignano, O.P. † (7 gennaio 1594 - ottobre 1594 deceduto)
- Floriano Nanni, C.R.L. † (7 novembre 1594 - 19 settembre 1598 deceduto)
- Francesco Bennio de Butrio, O.S.M. † (25 novembre 1598 - 30 luglio 1603 nominato vescovo di Ravello e Scala)
  - Sede unita a Ravello (1603-1818)

### Vescovi titolari
- Joseph Alphonse McNicholas † (31 gennaio 1969 - 22 luglio 1975 nominato vescovo di Springfield in Illinois)
- João Alves † (5 settembre 1975 - 8 settembre 1976 nominato vescovo di Coimbra)
- Marion Francis Forst † (16 ottobre 1976 - 23 dicembre 1986 dimesso)
- George Pell † (30 marzo 1987 - 16 luglio 1996 nominato arcivescovo di Melbourne)
- Edward Joseph Adams, dal 24 agosto 1996